# Euzebiusz Słowacki

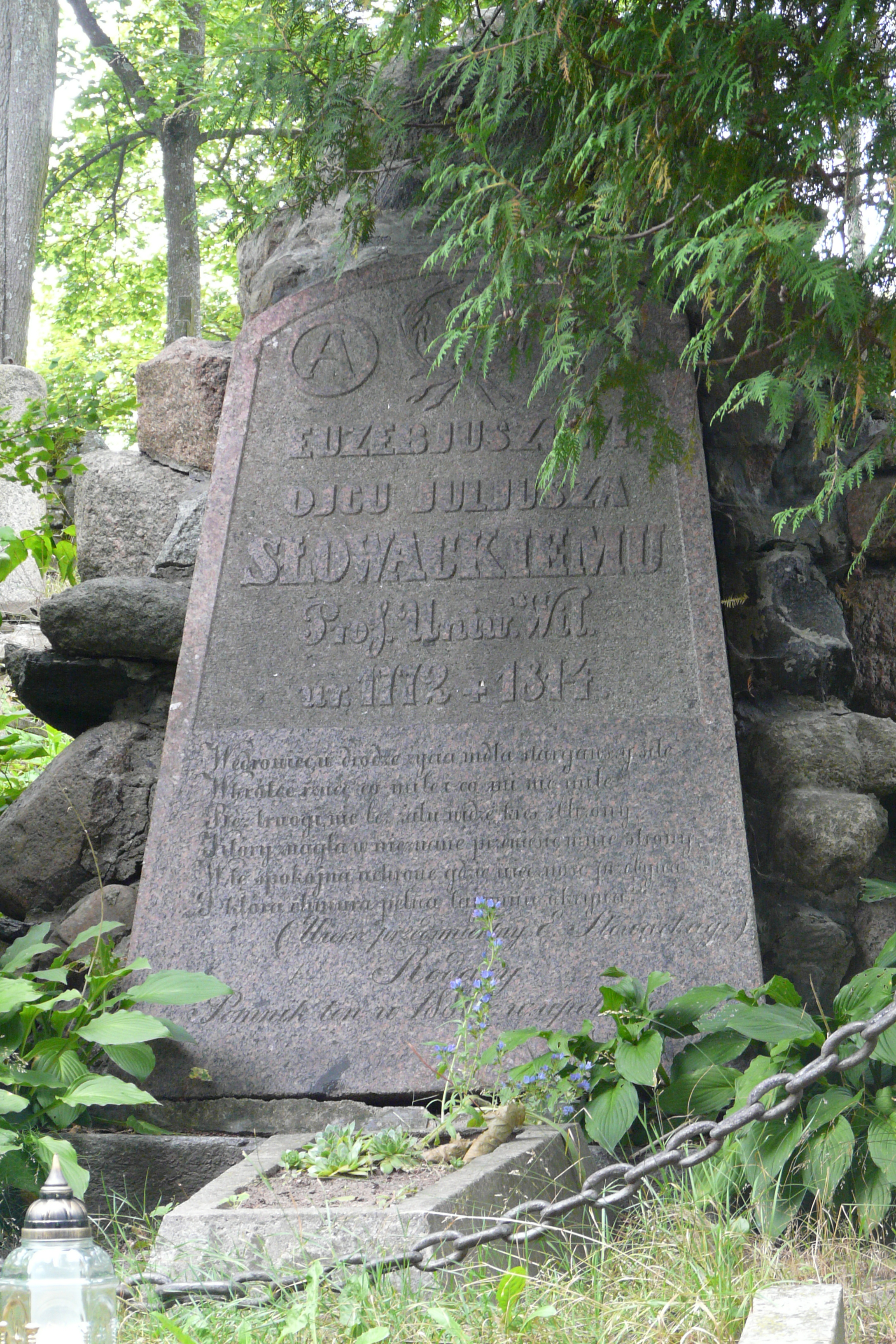
Grób Euzebiusza Słowackiego na cmentarzu Na Rossie w Wilnie

Euzebiusz Tomasz Słowacki herbu Leliwa, krypt. E. S. (ur. 15 listopada 1773 lub, według testamentu, 14 grudnia 1772 w Podhorcach, zm. 10 listopada 1814 w Wilnie) – polski teoretyk i historyk literatury, tłumacz, dramatopisarz, poeta i pedagog; ojciec Juliusza Słowackiego.

## Życiorys
Ojcem Euzebiusza był Jakub Słowacki (ur. ok. 1740, zm. 1789), zarządca dóbr Rzewuskich w Podhorcach (kluczy podhoreckiego i oleskiego), a matką Małgorzata z Zeydlerów. Euzebiusz był najstarszym synem z siedmiorga dzieci rodziców. Około roku 1780 ojciec przeniósł się wraz z rodziną na Wołyń (okolice Dubna), zapewne był wtedy zarządcą dóbr Czackich.
Pierwsze nauki pobierał (od roku 1781) w szkołach krzemienieckich. Z braku środków finansowych na dalsze studia ubiegał się o patent geometry królewskiego (wydany 31 maja 1792) i przez następne 8 lat pracował na Wołyniu jako geometra prywatny. W roku 1800 otrzymał posadę nauczyciela domowego u Józefa Poniatowskiego w Tuhańczy (pow. kaniowski). Tam też poznał T. Czackiego, dzięki któremu w latach 1806–1811 pracował jako nauczyciel wymowy i poezji w Liceum Krzemienieckim, gdzie uczył poezji i wymowy. W wyniku konkursu, w roku 1811, objął Katedrę Wymowy i Poezji na Cesarskim Uniwersytecie Wileńskim jako profesor (wykładał tam do swej śmierci w 1814).
W 1808 poślubił Salomeę z Januszewskich, z którą miał syna Juliusza (ur. 1809). W rok po ślubie Słowaccy zamieszkali w Krzemieńcu, gdzie wybudowali własny dom. Mieszkali tam do sierpnia 1811, kiedy to przenieśli się do Wilna.
W 1814 (10 listopada) Euzebiusz zmarł na gruźlicę, która później stała się również przyczyną śmierci jego syna Juliusza. W chwili jego śmierci żona-Salomea miała zaledwie 23 lata, a syn Juliusz – 5.
Pochowany na cmentarzu Na Rossie w Wilnie.

## Twórczość
Jest autorem prac związanych z teorią klasycyzmu, w których uwzględniał także nowe tendencje w literaturze. Jego twórczość literacka (często wyraźnie związana z działalnością pedagogiczną) zebrana została pośmiertnie w Dziełach (4 tomy wydane w latach 1824–1826). Od 1812 był redaktorem „Kuriera Litewskiego” (współpracę nawiązał już w roku 1811).

### Ważniejsze dzieła
1. Wanda (tragedia klasycystyczna w 5 aktach, napisana około roku 1806), wyd. zobacz Wydania zbiorowe poz. 1, t. 4
2. O stanie oświecenia i literatury u dawnych. Rzecz czytana przed zaczęciem lekcji w Krzemieńcu r. 1807 czerwca 24 dnia, wyd. zobacz Wydania zbiorowe poz. 1, t. 3; fragmenty przedr. I. Szydłowski w: Przykłady stylu polskiego t. 1, Wilno 1827
3. Mowa przy rozpoczęciu popisów rocznych w Gimnazjum Wołyńskim przez... dnia 10 lipca r. 1808 miana, brak miejsca wydania (1808); wyd. następne zobacz Wydania zbiorowe poz. 1, t. 3
4. O potrzebie doskonalenia języków narodowych i używania mowy ojczystej w wykładzie nauk. Rzecz miana przy rozpoczęciu popisów rocznych w Gimnazjum Wołyńskim przez... dnia 16 lipca 1809 r., brak miejsca wydania (1809); wyd. następne zobacz Wydania zbiorowe poz. 1, t. 3
5. Mowa przy zakończeniu roku szkolnego w Gimnazjum Wołyńskim, o szkodach wynikających z przerwania biegu nauk, miana przez... dnia 17 miesiąca lipca 1810 r. (Krzemieniec) brak roku wydania; wyd. następne zobacz Wydania zbiorowe poz. 1, t. 3
6. O sztuce dobrego pisania w języku polskim, powst. przed rokiem 1811, „Dziennik Wileński” 1815 t. 1; wyd. następne: „Pamiętnik Lwowski” 1817 t. 4, nr 13-16; pt. Sztuka dobrego pisania... zobacz Wydania zbiorowe poz. 1, t. 2; rękopis: Ossolineum, sygn. 1459/I (odpis J. Mrozińskiego); rozprawa konkursowa do Katedry Wymowy i Poezji Uniwersytetu Wileńskiego; na końcu dodatek: Przestrogi względem wprawiania uczniów do dobrego w języku polskim pisania
7. O życiu i pracach uczonych Józefa Czecha... Rzecz czytana na obchodzie uroczystym pogrzebu w Gimnazjum Wołyńskim, dnia 28 kwietnia roku 1811, Wilno 1811; wyd. następne zobacz Wydania zbiorowe poz. 1, t. 3; fragmenty przedr. I. Szydłowski jak wyżej poz. 2
8. Elegia nad śmiercią Józefa Czecha... (prozą), powst. 1811, wyd. zobacz Wydania zbiorowe poz. 1, t. 3
9. Mowa miana r. 1811 przed rozpoczęciem lekcji wymowy i poezji w Uniwersytecie Wileńskim, wyd. zobacz Wydania zbiorowe poz. 1, t. 3
10. O wymowie. Wygł. na Uniwersytecie Wileńskim, wyd. zobacz Wydania zbiorowe poz. 1, t. 2; wyd. następne (wybór): pt. Teoria wymowy, zobacz Wydania zbiorowe poz. 2
11. O poezji. Wygł. na Uniwersytecie Wileńskim, wyd. zobacz Wydania zbiorowe poz. 1, t. 2; wyd. następne (wybór): pt. Teoria poezji, zobacz Wydania zbiorowe poz. 2
12. Oda na obchód uroczysty dnia 15 sierpnia 1812 roku w Wilnie, Wilno (1812) pt. Oda, „Kurier Litewski” 1812 nr 65; rękopis: Ossolineum, sygn. 1286/I (pt. Wiersz na wejście Napoleona Wielkiego do Wilna)
13. Mendog, król litewski. Tragedia w 5 aktach oryginalnie wierszem napisana, wystawiona 1 stycznia 1813, fragm. „Pamiętnik Galicyjski” 1821 s. 73–81; całość zobacz Wydania zbiorowe poz. 1, t. 4; rękopisy (odpisy): Biblioteka Jagiellońska, sygn. 6065 II pt. Aldona, czyli wierność małżeńska. Tragedia oryginalna... przez Alojzego Felińskiego(!)[3]; Ossolineum, sygn. 11357/I pt. Mendog książę litewski. Trajedia w 5 aktach wierszem Felińskiego(!)
14. O przekładaniu z obcych języków na ojczysty. Rzecz czytana na posiedzeniu publicznym Cesarskiego Uniwersytetu Wileńskiego dnia 15 września 1813 roku, „Dziennik Wileński” 1820 t. 3; wyd. następne zobacz Wydania zbiorowe poz. 1, t. 3
15. Wiersz z powodu wielkiego zwycięstwa pod Lipskiem dnia 6/18 października 1813 r. otrzymanego, wyd. L. A. Cappelli w: In occasione delle insigni vittorie riportate dagli alleati sull’esercito francese nele mese d’ottobre dell’anno 1813 (Wilno 1813)
16. Rozbiory pisarzów, wyd. zobacz Wydania zbiorowe poz. 1, t. 3; fragmenty przedrukował I. Szydłowski jak wyżej poz. 2
17. Teoria smaku w dziełach sztuk pięknych, fragm. „Tygodnik Wileński” 1819 t. 7-8 (anonimowo), całość zobacz Wydania zbiorowe poz. 1, t. 1, cz. 1; fragmenty przedrukował I. Szydłowski jak wyżej poz. 2
18. Uwagi powszechne nad językami, sztuką pisania i postaciami mowy, wyd. zobacz Wydania zbiorowe poz. 1, t. 1, cz. 2; wyd. następne (wybór): pt. Teoria stylu, zobacz Wydania zbiorowe poz. 2
19. (Wiersze drobne z lat 1808–1814), wyd. zobacz Wydani zbiorowe poz. 1, t. 4; wybór przedr. P. Hertz w: Zbiór poetów polskich XIX w. księga 1, Warszawa 1959
20. Pamiętniki, niewydane (informacja i cyt. L. Borowski).

Ponadto E. Słowacki ogłaszał recenzje teatralne w „Kurierze Litewskim” w latach 1811–1814.

### Tłumaczenia
Ze wspomnianą działalnością oświatową wiążą się także prace Słowackiego nad tłumaczeniami – tu wybór jest klasyczny i klasycyzujący, a znakiem sposobu patrzenia na tradycję literacką może być nazwanie tłumaczonego Tasso poetą „nowoczesnym”; w czwartym tomie pośmiertnie wydanych tłumaczeń wydano (mianowicie już bez wiedzy, korekty czy zgody autora) jego po części prozą tłumaczenia Wergiliusza (Georgiki i Eneida), Horacego (16 pieśni i 2 listy), pół na pół prozą i wierszem. i mniejszych fragmentów Owidiusza, Tasso, Gesnera. Znaczną część zajmują tłumaczenia Propercjusza: wydawca zamieścił tłumaczenia 18 z 22 elegii z Księgi Pierwszej, oraz 7 elegii z Księgi Drugiej – wszystkie tłumaczone dwuwierszem rymowanym. Jego przekłady nie są dziś cenione, pozostaje jednak dotąd jedynym tłumaczem wszystkich elegii Propercjusza na polski.
1. Voltaire: Henriada w 10 pieśniach przez... Przełożona na język polski przez..., Warszawa 1803 (wyd. bez wiedzy tłumacza)
2. J. B. Racine: Andromacha, tłum. przed połową roku 1806, niewydana (inform. korespondencja)
3. J. B. Racine: Ifigenia, tłum. przed połową roku 1806, niewydana (inform. korespondencja)
4. S. Propertius: Propercjusze elegie, tłum. przed połową roku 1806, wyd. zobacz Wydania zbiorowe poz. 1, t. 4; fragm. „Dziennik Wileński” 1820 t. 1, s. 453–462 (wybór; poprzedzony Uwagami nad charakterem elegii Propercjusza)
5. P. Vergilius Maro: Przekłady z Wirgiliusza, tłum. przed połową roku 1806, wyd. zobacz Wydania zbiorowe poz. 1, t. 4; zawartość: Pasterki (2); Ziemiaństwo (fragm. z księgi II); Eneida (księgi: II-IV, VI, IX); poprzedzone Krótką wiadomością o życiu i dziełach Wirgiliusza
6. Przykłady stylu w prozie cz. 1: Tłumaczenia z pisarzów obcych, wyd. zobacz Wydania zbiorowe poz. 1, t. 3; zawartość: wybór mów M. Tulliusa Cicerona (poprzedzony Krótką wiadomością o życiu Cycerona); fragm. z pism T. Liviusa; fragm. z pism P. Corneliusa Tacyta; fragm. z tragedii Sofoklesa; fragm. z mowy J. B. Bossueta; fragm. z kazań J. Bridaine’a; fragm. z pism J.J. Barthélemy’ego
7. Q. Horatius Flaccus: Przekłady z Horacjusza, wyd. zobacz Wydania zbiorowe poz. 1, t. 4 (wybór ód i listów)
8. P. Ovidius Naso: Przekład z Owidiusza (Żalów księga I, elegia 3), wyd. zobacz Wydania zbiorowe poz. 1, t. 4
9. Przekłady z poetów nowoczesnych, wyd. zobacz Wydania zbiorowe poz. 1, t. 4; zawartość: T. Tasso: Jerozolimy wyzwolonej pieśń 2; S. Gessner: Pierwszy żeglarz. Poema. Idylle (V, VIII-IX); J. Delille: O imaginacji (pocz. księgi V) – pierwodruk „Dziennik Wileński” 1815 t. 1, s. 29 i następne, „Pamiętnik Warszawski” t. 1-2 (1815); w tym tomie Dzieł, pomiędzy wierszami oryginalnymi, umieszczono przekł. 2 bajek C. J. Dorata – pierwodruk Strusia, „Tygodnik Wileński” 1804 nr 7.

### Wydania zbiorowe
1. Dzieła z pozostałych rękopismów ogłoszone t. 1, Wilno 1824; t. 2-4, Wilno 1826; przedr. t. 1: Wilno 1827; zawartość t. 1: Ważniejsze dzieła poz. 17-18; t. 2: Ważniejsze dzieła poz. 6, 10-11; t. 3: Ważniejsze dzieła poz. 2-5, 7-9, 14, 16, Przekłady poz. 6; t. 4: Ważniejsze dzieła poz. 1, 13, 19, Przekłady poz. 4-5, 7-9
2. Prawidła wymowy i poezji wyjęte z „Dzieł...”, Wilno 1826; wyd. następne: Warszawa 1833; Wilno 1844; Wilno 1847; Wilno 1853; Wilno 1858; zawartość: Ważniejsze dzieła poz. 10 (wybór), poz. 11 (wybór), poz. 18 (wybór).

### Listy i materiały
1. Do H. Kołłątaja 2 listy z roku 1806, wyd. F. Kojsiewicz w: Korespondencja listowna Hugona Kołłątaja z Tadeuszem Czackim t. 4, Kraków 1845; przedr. S. Makowski, Z. Suchodolski w: W kręgu bliskich poety. Listy rodziny Juliusza Słowackiego (Warszawa 1960) „Biblioteka Towarzystwa im. A. Mickiewicza” nr 1
2. Do A. Chodkiewicza z 12/24 lipca 1808, z rękopisu Archiwum Chodkiewiczów z Młynowa w Muzeum Narodowym Kraków nr inw. 110094 ogł. S. Makowski, Z. Suchodolski jak wyżej
3. Do Jana Śniadeckiego 3 listy z lat 1810–1811; do Rady Uniwersytetu Wileńskiego z 1 stycznia 1814, wyd. T. Wierzbowski w: Materiały do dziejów piśmiennictwa polskiego t. 2, Warszawa 1904; przedr. S. Makowski, Z. Suchodolski jak wyżej
4. Do Jana Śniadeckiego z 3/15 marca 1811 i odpowiedź Śniadeckiego z 15/27 marca 1811, z rękopisów Biblioteki Uniwersytetu Wileńskiego sygn. KC 287 i Biblioteki PAN Kraków sygn. 2815 ogł. S. Makowski, Z. Suchodolski w: W kręgu rodziny i przyjaciół Słowackiego (Warszawa 1967) „Biblioteka Towarzystwa im. A. Mickiewicza” nr 8
5. Do J. I. Kraszewskiego z 14(?) sierpnia 1812, z rękopisu Biblioteki Jagiellońskiej ogł. S. Makowski, Z. Suchodolski jak wyżej poz. 1
6. Intercyza ślubna E. i Salomei Słowackich z 1 grudnia 1808, z oryginału w Muzeum Narodowym w Warszawie sygn. 42 ogł. S. Makowski, Z. Suchodolski jak wyżej poz. 4
7. Od Jana Śniadeckiego z 5 lutego 1811, wyd. M. Baliński w: Pamiętniki o Janie Śniadeckim t. 2, Wilno 1865
8. Metryka chrztu z roku 1774, ogł.: „Warta” 1886 nr 628[6]; „Słowo Polskie” 1909 nr 26, s. 5
9. Testament z 30 sierpnia/11 września 1814, z oryginału w Muzeum im. A. Mickiewicza w Warszawie ogł. E. Sawrymowicz w: Kalendarz życia i twórczości Juliusza Słowackiego, Wrocław 1960.

## Wybrane opracowania nt. twórczości E. Słowackiego
1. O. L. (Osiński?): Henriada Woltera na język polski przełożona, „Nowy Pamiętnik Warszawski” t. 12 (1803), s. 100–114
2. T. Czacki: Pisma nie wydane, wyd. K. Sienkiewicz w: Skarbiec historii polskiej t. 2, Paryż 1840, s. 142, 155
3. (Mendog. Rec.): „Gazeta Warszawska” 1813 nr 2 (dodatek); „Kurier Warszawski” 1824 nr 262, s. 733
4. (Wspomnienie pośmiertne): „Kurier Litewski” 1814 nr 88
5. G. E. Groddeck: Observations sur une dissertation présentée au concours pour la Chaire d’Éloquence de l’Univeristé Impériale de Vilna, Wilno 1815
6. J. Śniadecki: Konkurs do katedr wymowy i poezji w Imperatorskim Uniwersytecie Wileńskim w: Dzieła t. 3, Warszawa 1837, s. 145–163
7. L. Borowski: Wiadomość o życiu i pismach E. Słowackiego, profesora wymowy i poezji w Imperatorskim Uniwersytecie Wileńskim, „Dziennik Wileński” 1815 t. 1, s. 20–28
8. K. A. Vieilh de Boisjoslin: Biographie universelle..., Paryż 1826–1831
9. S. Plater: „Encyklopedia mała polska” t. 2 (Leszno 1839–1841)
10. S. B. Jundziłł: Pamiętniki (powst. w latach 1835–1842), wyd. A. M. Kurpiel, Kraków 1905 jako odb. z „Archiwum do Dziejów Literatury i Oświaty w Polsce” t. 13 (1914).